# Historický obvod Nisquallyjská brána

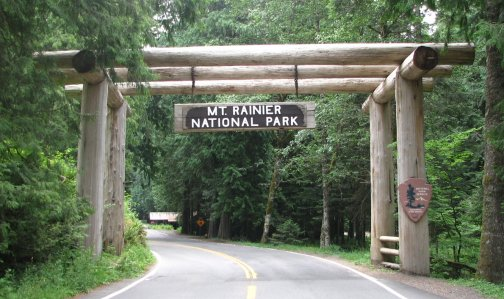
Vstupní brána do parku.

Historický obvod Nisquallyjská brána chrání první veřejné vstupní místo do národního parku Mount Rainier. Nachází se v něm oblouková brána z klád, který je typický pro všechny vjezdy a vchody do parku, kládová stanice rangerů, veřejný záchod a další budovy, všechny postavené okolo roku 1926. Také sem patří rezidence vrchního správce parku z roku 1915 a srub Oscara Browna z roku 1908, který je nadále nejstarší zachovalou budovou v parku. Chráněné budovy vyhovují pravidlům určujícím rustikální styl architektury, který převažoval v amerických národních parcích ve dvacátých a třicátých letech minulého století.
V březnu 1991 byl obvod přidán do národního rejstříku historických míst. Je částí národního historického památkového obvodu Mount Rainier, který chrání všechny budovy rustikálního stylu v parku.

## Budovy
Stanice rangerů u Nisquallyjské brány byla navržena architektem Správy národních parků Danielem R. Hullem a postavena roku 1926, aby nahradila srub Oscara Browna jako první místo, kam turisté dorazí po příjezdu do parku. Jednopatrový, do písmene L vytvarovaný srub obsahoval kanceláře a ložnice pro dva rangery. Přední část budovy přiléhá k silnici, takže budova slouží také jako kontrolní stanice pro auta, která do parku přijedou. Thomas Chalmers Vint stanici zařadil do své publikace Park and Recreation Structures, ve které odhaluje pravidla určující styl rustikální architektury. V roce 1936 stanici renovoval Civilní konzervační sbor a přidal k budově oblouk nad pruh silnice pro příchozí vozidla. V roce 1946 byla kontrolní budka v oblouku zničena nárazem autobusu. Nová byla postavena až roku 1962 na ostrůvku silnice. Vnitřní renovace v letech 1937, 1966 a 1973 pozměnily původní vnitřní detaily.
Rezidence vrchního správce je jeden a půl patrová dřevěná budova postavená jako zimní byt hlavního správce parku. Mezi lety 1915 a 1923 žil správce v létě ve vesničce Longmire, v roce 1924 udělal rezidenci správce O. A. Tomlinson svým trvalým bydlištěm. Budova stále slouží jako rezidence vrchního správce parku. Postavil ji DeWitt Reaburn a její původní rozměry byly 9,1x14 metrů s verandou na přední straně o rozměrech 2,4x9,1 metru. Velká renovace v roce 1965 přidala budově přístřešek pro auto a krytou cestičku, která vede ke vchodu. Nahrazeny byly i původní rámy oken a předělán byl interiér domu. Kládové tyče na verandě byly nahrazeny rozměrnějšími kusy dřeva.
Rezidence rangerů je jeden a půl patrová dřevěná budova s rozdělenými patry, kterou Správa parku postavila roku 1915.
Srub Oscara Browna nese jméno po svém prvním obyvateli, který byl jedním z prvních stálých rangerů v parku. Srub byl postaven roku 1908 a sloužil jako kontrolní stanice pro příchozí turisty a do roku 1916 byl také sídlem vedení parku. Kládový dům má důkladně vypracovanou přední dvoupatrovou verandu z různě velkých klád. Na vrchním patře se nachází oblouková kláda, kterou menší klády přichycují ke štítu střechy, což vytváří jakési slunné okno. V roce 1909 byl ke srubu přidán přístřešek a o rok později byl dozadu přidán přístavek, který možná fungoval jako kancelář vrchního správce parku. Až do roku 1915 byl srub zimním bytem vrchního správce parku.
Dalšími chráněnými budovami jsou budova s vybavením a pánské i dámské toalety z roku 1927.